# The I Don't Care Girl
The I Don't Care Girl é um filme de comédia romântica musical dirigido por Lloyd Bacon e estrelado por Mitzi Gaynor. O filme é vagamente baseado na vida da cantora e dançarina Eva Tanguay (1878-1947). Foi lançado em 20 de janeiro de 1953 pela 20th Century Fox.

## Elenco
- Mitzi Gaynor como Eva Tanguay
- Oscar Levant como Charles Bennett
- David Wayne como Eddie McCoy
- Bob Graham como Larry Woods
- Craig Hill como Lawrence
- Hazel Brooks como Stella Forrest
- Warren Stevens como Keene
- George Jessel como ele mesmo